# Горња Јабланица
Горња Јабланица је брдско-планинска област које се простире југозападно од Лесковца и Лебана. Кружног је облика и са три стране ограничена високим развођем. За разлику од Горње, Доња Јабланица представља изразиту низију спојену са Лесковачком котлином, покривену речним наносима, веома плодну и густо насељену. Читав слив Јабланице простире се на 894 квадратних метара, од чега на Горњу Јабланицу отпада 79,7%, односно 713 квадратних километара. Граница између ове две суседне области представљена је сутеском Јабланице код Лебана и огранцима планине Радан који се пружају дуж западног обода Лесковачке котлине.
Горња Јабланица спада у најсиромашније српске облсти, иако се испод атара појединих села протежу лежишта разних руда метала са знатним садржајем злата и сребра и на више места из велике дубине избијају обилне термоминералне воде.

## Положај
Горња Јабланица се налази у јужном делу Србије, између Лесковачке и Косовске котлине и у јужном Поморављу. Као део јужног Поморавља, она се налази близу српско-бугарске границе. С једне стране је наслоњена на Косово, а са друге на Бугарску. Нагнута и је широко отворена према долини Јужне Мораве и моравско-вардарској удолини, којом води друмско-железничка магистрала Београд—Скопље—Солун, иначе најважнија саобраћајница на Балканском полуострву.
Општина Медвеђа обухвата већи део Горње Јабланице и има површину од 524,24 квадратних километара. Ка западу и југу се граничи са косовским општинама Приштином, Косовском Каменицом и Подујевом, а ова граница дуга је 40 километара. На северозападу се у дужини од 19 километара граничи са општином Куршумлијом, док је источна граница, према општини Лебане, дуга 45 километара. Границе са северним општинама Бојник и Прокупље су кратке — прва је дуга 9, а друга свега 2 километра.

## Географија

### Клима
У читавом сливу Јабланице постоји само шест метеоролошких станица које се налазе на различитим надморским висинама: Лебане на 280, Медвеђа на 420, Сијаринска Бања на 456, Туларе на 520, Стубла на 660 и Липовица на 930 метара. С обзиром да се поменуте станице налазе на различитим надморским висинама, тиме је омогућено сагледавање климатских разноликости које настају променом надморске висине. Међутим, на овим станицама се не осматрају сви метеоролошки елементи, већ само падавине. Изузетак је Сијаринска Бања, у којој се осматра и температура ваздуха. С друге стране, на овим станицама нису вршена метеоролошка осматрања у истим временским раздобљим, па је стога отежано поређење података и извлачење поузданијих закључака.